# Адресний простір
Адресний простір (англ. address space) — поняття у інформатиці і комп'ютерних мережах, що означає групу адрес, кожній з яких ставиться у відповідність, наприклад, мережевий хост, периферійний пристрій, сектор магнітного диска, блок даних на магнітній стрічці, комірка оперативної або постійної пам'яті, або ж інша логічна чи фізична сутність.
Коли комп'ютерна програма звертається до пам'яті, адреса звернення завжди входить як мінімум у один адресний простір. Наприклад, адресний простір пам'яті мікропроцесора Z80 є 16-розрядним і завжди збігається з простором фізичних адрес пам'яті. У інших процесорах і архітектурах може бути багато адресних просторів (див. логічна адреса).
Адресні простори створюються комбінуванням такої достатньої кількості кваліфікаторів (наприклад, цілих чисел або послідовностей символів), щоб уможливити однозначну ідентифікацію об'єктів всередині простору. Наприклад, для фізичної адреси особи «адресним простором» буде комбінація назв і номерів, що вказують на розташування особи на планеті Земля (тобто назва вулиці, номер будинку, місто, штат чи область, країна). Для різних людей деякі елементи їх адрес можуть бути однаковими (наприклад, «провулок Квітковий»), але комбінація елементів повинна бути у кожному випадку унікальною («провулок Квітковий», але у різних містах, або у різних районах одного міста — у цьому випадку ідентифікатор «району міста» повинен входити до адресного простору).
Адресний простір зазвичай надає можливість поділу деякої сутності згідно з математичною структурою, що притаманна даній сутності. У випадку лінійно впорядкованих множин, як у адресах пам'яті, такою структурою є проміжок між сусідніми елементами. У інших випадках, як от DNS, присутні інші структури, часто вкладені (див. Арборесценція (теорія графів)) — це є схожим на ієрархічну будову поштових адрес.
У мережі Internet організація IANA (англ. Internet Assigned Numbers Authority) відповідальна за виділення груп IP-адрес різним реєстраторам, з метою уможливити організацію і керування індивідуальних фрагментів глобального адресного простору Internet.

## Приклади
Типовими прикладами адресних просторів у комп'ютерних і мережних технологіях є:
- Адреса пам'яті: для адресації оперативної чи постійної пам'яті, вводу/виводу з відображенням на пам'ять, а також віртуальної пам'яті;
- Адреси пристроїв на шині розширення;
- Адреса сектора магнітного диска;
- Повне ім'я файла, що однозначно ідентифікує його на заданому томі;
- Мережні адреси у комп'ютерних мережах;
- URL.